# Polymernetzwerk
Polymernetzwerke sind Polymerketten, die dreidimensional über Vernetzungspunkte miteinander verknüpft sind.

## Unterscheidung

### Nach Typen der chemischen Bindung
Je nach chemischer Bindung lassen sich drei verschiedene Grundtypen unterscheiden:
- permanente Netzwerke: Die Ketten sind über chemische Vernetzungspunkte verbunden, meist Sigma-Bindungen. Ein Lösen und Wiederbilden von Vernetzungsstellen ist hier nicht möglich. Der Begriff Polymernetzwerk bezeichnet strenggenommen nur diesen Typ.
- temporäre chemische Netzwerke: Die Ketten sind über schwächere chemische Bindungen miteinander verbunden, die nicht permanent sind, weil die Bindung relativ schwach ist. Typische Beispiele hierfür sind Wasserstoffbrückenbindungen und Interaktionen zwischen Kationen und polaren organischen Gruppen. Diese unterscheiden sich von Ersteren durch die Tatsache, dass die Verbindungsstellen sich dynamisch trennen und wieder verbinden können. Dadurch sind die Materialien im Gegensatz zu Ersteren plastisch verformbar und haben häufig Selbstheilungseigenschaften. Technisch werden diese Materialien als Ionomere angewendet.
- temporäre physikalische Netzwerke: Die Ketten sind nicht chemisch miteinander verbunden, sondern nur physikalisch. Das geschieht durch Verschlaufung, wobei zwei oder mehr Ketten an einem Punkt miteinander überkreuzt sind und dadurch ihre Beweglichkeit eingeschränkt ist. Bei dieser Bindungsart werden die Verschlaufungen oberhalb der Glasübergangstemperatur kontinuierlich gebildet und gehen wieder verloren. Unterhalb der Glasübergangstemperatur ist die molekulare Beweglichkeit so gering, dass das Verschlaufungsnetzwerk als permanent angesehen werden kann.

Gelegentlich werden bezeichnet:
- temporäre chemische Netzwerke als physikalische Netzwerke
- temporäre physikalische Netzwerke als Verschlaufungsnetzwerke,

so dass hier Verwechslungsgefahr besteht.

### Nach Vernetzungsgrad
Zur Bestimmung des Vernetzungsgrades siehe letztes Kapitel.
- stark vernetzte Polymere, die Duroplast, auch Duromere genannt, haben eine sehr hohe Dichte an Vernetzungspunkten, was zu einer hohen Steifigkeit führt. Bei diesen Materialien ist die Glasübergangstemperatur relativ unwichtig, da die Materialien bei dieser nur einen geringen Abfall der Steifigkeit aufweisen. Typische Beispiele sind Kunstharze, z. B. Epoxidharz, Phenolharz, ungesättigtes Polyesterharz. Das Anwendungsgebiet liegt bei Strukturbauteilen und Klebstoffen. Vorteile dieser Materialgruppe gegenüber normalen Thermoplasten ist primär die bessere mechanische Festigkeit und die höhere maximale Einsatztemperatur, nachteilig ist die langsamere Verarbeitung sowie die schlechte Rezyklierbarkeit.
- leicht vernetzte Polymere, die Elastomere, sind wesentlich weniger steif als Duroplaste und werden in aller Regel weit oberhalb der Glasübergangstemperatur technisch eingesetzt. Diese Gruppe ist umgangssprachlich als Gummi bekannt. Chemisch gesehen sind dies vor allem Naturkautschuk, Styrol-Butadien-Kautschuk, aber auch etliche Fluor- und Chlor-Kautschuke sowie Silikone.
- unvernetzte Polymere weisen anders als die beiden o. g. Gruppen keine chemischen Bindungen auf, sondern nur Verschlaufungen (technisch werden fast nur verschlaufte Typen verwendet, ansonsten sind die mechanischen Eigenschaften zu schlecht); daher neigen sie oberhalb der Glasübergangstemperatur und ggf. der Schmelztemperatur stark zum Kriechen und sind somit in diesem Temperaturbereich nicht technisch verwendbar.

## Möglichkeiten der Vernetzung
Chemische Vernetzungen sind im Prinzip eine Polymerisationsreaktion, so dass sich Netzwerke durch Verwendung von trifunktionalen Monomeren bei Polyadditions- und Polykondensationsreaktionen erzeugen lassen. Dies wird z. B. verwendet bei Polyurethanschäumen (Bauschaum, Schaumgummi), wo Wasser als Treibmittel dient (Wasser spaltet Teile der Isocyanatgruppen vom Polyurethan ab, was zur Gasentwicklung führt).
Alternativ können auch (meist relativ kurze) Polymerketten durch Vernetzer miteinander verknüpft werden. Dieses Prinzip wird beispielsweise beim Vulkanisieren angewendet, der chemischen Reaktion von Schwefel mit Naturkautschuk, wo die Ketten mittels kurzer Sulfidbrücken miteinander verbunden werden.
Eine weitere Vernetzungs-Möglichkeit ist die Einbringung von Radikalen, z. B. durch Bestrahlung mit ionisierenden Strahlen, Peroxide oder große Hitze; dies bringt statistische Vernetzungen hervor. Ein Beispiel hierfür ist strahlenvernetzes Polyethylen (XPE).

## Bestimmung der Vernetzungsdichte
In vielen Fällen ist die Frage, wie stark ein Material vernetzt ist, von großer technischer Bedeutung.
Um den Vernetzungsgrad zu bestimmen, gibt es eine Methode, die allerdings nur bei Materialien ohne Füllstoffe funktioniert, da diese die Steifigkeit deutlich beeinflussen. Dazu muss die Steifigkeit {\displaystyle E} in Scherung oder die Steifigkeit {\displaystyle G} in Dehnung gemessen werden; der gewonnene Messwert lässt sich umrechnen in die Verschlaufungsdichte n pro Volumeneinheit [1/m³] mittels:
{\displaystyle {\begin{aligned}E/3=G=n\cdot k\cdot T\\\Leftrightarrow n={\frac {E/3}{k\cdot T}}={\frac {G}{k\cdot T}}\end{aligned}}}
mit
- Elastizitätsmodul E
- Schubmodul G
- Boltzmann-Konstante k = 1,38·10−23 J/K
- Temperatur T in K.